# Aleksander Nowicki

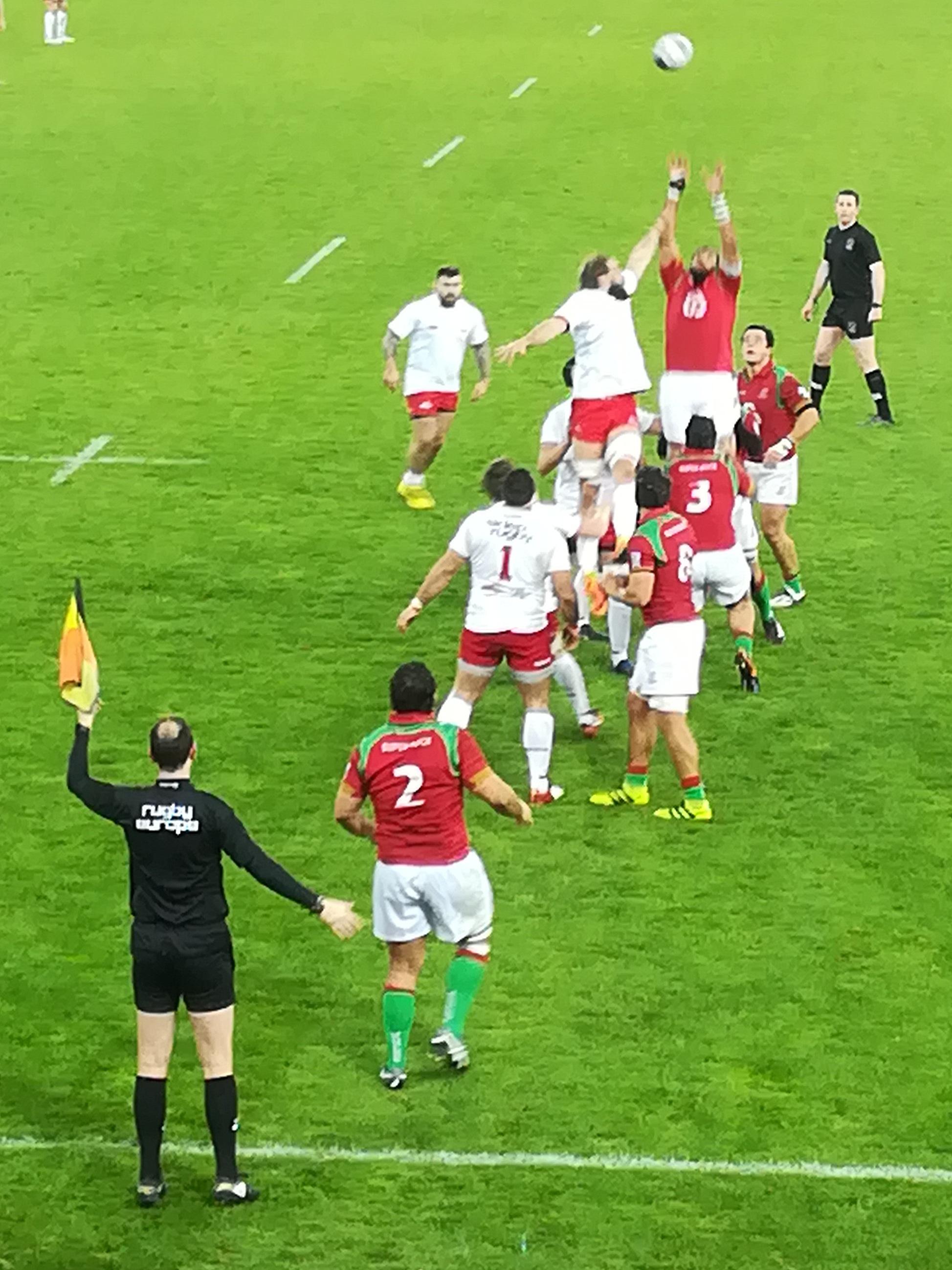
Nowicki (w białej koszulce, w wyskoku) podczas meczu Polska – Portugalia (2018)

Aleksander Nowicki (ur. 14 lutego 1992 w Villefranche-sur-Saône) – polski rugybsta występujący na pozycji rwacza. Mistrz Polski, reprezentant kraju.

## Młodość
Nowicki urodził się we Francji, gdzie jego ojciec zawodowo grał w tym czasie w rugby. Świadomy kontakt z tą dyscypliną sportu Aleksander nawiązał jednak już po powrocie do Polski, gdzie jego rodzina zamieszkała w podwarszawskich Łomiankach. W wieku 10 lat zdecydował się na uprawianie koszykówki, którą trenował przez pięć lat. Dopiero po tym czasie zapisał się do drużyny juniorów zespołu rugby AZS-AWF Warszawa.
W 2010 roku z ekipą AZS-AWF brał udział w mistrzostwach Polski juniorów.

## Kariera klubowa
W sezonie 2010/2011, wciąż w wieku juniorskim, dostał się do pierwszej drużyny AZS-u, która rywalizowała wówczas na drugim poziomie rozgrywkowym. Ekipa z Warszawy dotarła do finału I ligi, w którym z Nowickim w pierwszym składzie pokonała po rzutach karnych Pogoń Siedlce. Głosami zawodników i trenerów znalazł się wówczas w pierwszoligowej drużynie roku 2011 w plebiscycie organizowanym przez stowarzyszenie Barbarians Polska i portal rugby.info.pl.
W wieku 19 lat przeniósł się do ekipy Lechii Gdańsk. O transferze zadecydowały m.in. kłopoty finansowe warszawskiego klubu. Był członkiem drużyny „Lwów”, która w sezonie 2011/2012 zdobyła zarówno mistrzostwo Polski w rugby piętnasto-, jak i siedmioosobowym, docierając także do finału Pucharu Polski (porażka z Budowlanymi Łódź). W tym okresie okazjonalnie grywał też jako środkowy ataku.
W 2012 roku, z polecenia selekcjonera reprezentacji Polski Tomasza Putry wyjechał do Francji. Tam początkowo szkolił się w akademii Pais d’Aix RC, po czym podpisał kontrakt z drużyną CA Saint-Étienne. Po roku tam spędzonym, w czasie którego wśród seniorów rozegrał zaledwie dwa mecze w lidze Fédérale 1 (ówczesny trzeci szczebel rozgrywkowy), Nowicki przeniósł się, ponownie za sprawą Putry, do AS Mâcon (także poziom Fédérale 1). Występował tam przez sześć sezonów, rozgrywając w tym czasie 84 spotkania i zdobywając pięć przyłożeń. W sezonach 2013/2014 oraz 2017/2018 zespół Mâcon wygrywał rozgrywki swojej grupy regionalnej, co jednak nie miało automatycznego przełożenia na awans do Pro D2 (porażki odpowiednio w ćwierćfinale i półfinale fazy pucharowej – Trophée Jean Prat). W sezonie 2016/2017 drużyna Nowickiego zajęła drugie miejsce w swojej grupie i dotarła do finału Trophée Jean Prat, w którym uległa jednak Rouen Normandie Rugby. W sezonie 2018/2019 po wywalczonym w ostatniej akcji zwycięstwie nad Union Cognac Saint-Jean-d’Angély wygrała Challenge Yves du Manoir (ówczesną ogólnokrajową fazę pucharową dla drużyn z miejsc 3–6 z każdej z regionalnych grup Fédérale 1). W ostatnim z wymienionych sezonów Nowicki pauzował przez cztery miesiące z uwagi na złamanie prawej ręki. W czasie pobytu w Mâcon, wiosną 2014 roku został zgłoszony do polskich rozgrywek przez Budowlanych Łódź, jednak ostatecznie nie wystąpił z żadnym meczu.
W 2019 roku podpisał umowę z RC  Hyères Carqueiranne (RCHC), także występującą na poziomie Fédérale 1. Był wówczas jednym z niewielu, jeśli nie jedynym Polakiem we Francji z zawodowym kontraktem. Sezon 2020/2021 zawieszono, a następnie anulowano po pierwszych kilku kolejkach z uwagi na pandemię COVID-19, kiedy ekipa Hyères znajdowała się na pierwszym miejscu w tabeli swojej grupy. Sam Nowicki planował w czasie przerwy zagrać w polskiej Ekstralidze w barwach Skry Warszawa (został zarejestrowany przez ten klub w systemie PZR), jednak ostatecznie pomysł ten nie doczekał się realizacji z powodu sprzeciwu francuskiego klubu. RCHC w sezonie 2021/2022 z przewagą 24 punktów wygrało zmagania w swojej grupie, po czym dotarło do finału fazy pucharowej Fédérale 1. Mimo porażki w nim z Rennes EC drużyna Nowickiego awansowała na centralny poziom Nationale (nowy trzeci szczebel rozgrywek).

## Kariera reprezentacyjna
Wkrótce po rozpoczęciu regularnych treningów Nowicki zaczął być powoływany do kolejnych grup wiekowych reprezentacji kraju. W roku 2008 uczestniczył w zgrupowaniach kadry kadetów (do lat 16) i juniorów (do lat 18). W zespole U-18 występował jeszcze przez dwa kolejne lata. W kwietniu 2010 debiutował w reprezentacji do lat 20, zaś w drugiej części roku dołączył do kadry U-19 przed mistrzostwami Europy w Belgii. Także w kolejnym roku występował w drużynie do lat 20, która po zwycięstwie nad Mołdawią zdobyła mistrzostwo Europy FIRA-AER dywizji A. Grał wówczas w jednej drużynie z przyszłymi wielokrotnymi reprezentantami Polski seniorów, w tym z Piotrem Zeszutkiem, Craigiem Bachurzewskim czy Radosławem Rakowskim. Drużyna ta, ponownie z Nowickim w składzie, rok później w Czechach obroniła tytuł, pokonując w finale gospodarzy.
Jednocześnie już od stycznia 2012 roku powoływany był przez Tomasza Putrę na zgrupowania „dorosłej” reprezentacji kraju, a po tym, jak podstawowi zawodnicy kadry odnieśli kontuzje, został włączony do składu przed meczem Pucharu Narodów Europy z Belgią. Na boisku pojawił się wówczas na ostatnie minuty, zmieniając Toma Jankowskiego. Kilka tygodni później w roli zmiennika wystąpił też w wygranym meczu wyjazdowym z reprezentacją Holandii. Jesienią był na liście rezerwowej przy okazji meczu z Czechami. Równolegle grał także w reprezentacji w odmianie siedmioosobowej (występy w m.in. 2011, 2012, 2014 i 2015 roku).
Po pierwszych występach w piętnastoosobowej reprezentacji seniorów Nowicki przestał być powoływany do kadry. Po przenosinach z AZS-u Warszawa do Lechii Gdańsk z uwagi na niedopełnienie formalności został zawieszony przez Polski Związek Rugby, co stało się zarzewiem dłuższego konfliktu pomiędzy nim a PZR wykluczającego go na pewien okres z selekcji. Ponadto na absencję Nowickiego częściowo miało wpływ to, że francuskie kluby nie były zobowiązane do zwalniania zawodników na mecze międzynarodowe poza oficjalnymi oknami reprezentacyjnymi. I tak choć w 2015 roku, za kadencji Marka Płonki, zagrał w meczach z Belgią i Ukrainą, nie mógł uczestniczyć we wcześniejszym zgrupowaniu w RPA czy w meczu ze Szwecją. Ze wspomnianych względów, ale też z powodu urazów w kolejnych latach Nowicki rozgrywał jedynie po dwa mecze w reprezentacji rocznie. W 2016 roku w przegranym spotkaniu z Holandią zdobył swoje pierwsze przyłożenie w drużynie narodowej.
W lutym 2019 roku, po dotkliwej wyjazdowej porażce z Portugalią Nowicki publicznie skrytykował władze PZR i organizację pracy reprezentacji, w tym nieprofesjonalne podejście, brak odpowiednich przygotowań, wybór niedogodnego terminu na mecz z najtrudniejszym rywalem, niejednolite stroje, problemy z komunikacją pomiędzy związkiem a zawodnikami. Swoje zarzuty i apel o dogłębne zmiany na kluczowych stanowiskach w związku powtórzył w grudniu tego samego roku przed zbliżającymi się wyborami zarządu PZR oraz po tym, jak osoby odwołane wówczas ze stanowisk zostały następnie powołane do innych organów.
Po tych wypowiedziach do reprezentacji powrócił po ponad roku – dopiero po okresie odwołanych spotkań w związku z pandemią COVID-19 oraz zmianie na stanowisku selekcjonera, kiedy to Duane’a Lindseya zastąpił Chris Hitt. Został powołany na konsultację kadry w lipcu 2021 roku, a pierwszy mecz po przerwie rozegrał przeciwko Belgii w marcu 2022 roku. Niespełna rok później brał też udział w meczu z tym samym przeciwnikiem, w którym Polacy wywalczyli swoje pierwsze zwycięstwo po reorganizacji rozgrywek i awansie do Rugby Europe Championship.

### Statystyki
Stan na dzień 11 marca 2023 r. Wynik reprezentacji Polski podany w pierwszej kolejności.
| Drużyna narodowa | Rok  | Mecze | Punkty |
| ---------------- | ---- | ----- | ------ |
| Polska           | 2012 | 2     | 0      |
| Polska           | 2013 | —     | —      |
| Polska           | 2014 | —     | —      |
| Polska           | 2015 | 3     | 0      |
| Polska           | 2016 | 2     | 5      |
| Polska           | 2017 | 2     | 0      |
| Polska           | 2018 | 2     | 0      |
| Polska           | 2019 | 2     | 0      |
| Polska           | 2020 | —     | —      |
| Polska           | 2021 | —     | —      |
| Polska           | 2022 | 1     | 0      |
| Polska           | 2023 | 2     | 0      |
| Suma             | Suma | 16    | 5      |

| Występy w reprezentacji Polski | Występy w reprezentacji Polski | Występy w reprezentacji Polski                | Występy w reprezentacji Polski | Występy w reprezentacji Polski | Występy w reprezentacji Polski |
| Lp.                            | Data                           | Stadion, miasto                               | Przeciwnik                     | Wynik                          | Zdobyte punkty                 |
| ------------------------------ | ------------------------------ | --------------------------------------------- | ------------------------------ | ------------------------------ | ------------------------------ |
| 1.                             | 7.04.2012                      | Stadion Króla Baudouina I (A2), Bruksela      | Belgia                         | 13:20                          | 0                              |
| 2.                             | 21.04.2012                     | Nationaal Rugby Centrum, Amsterdam            | Holandia                       | 32:19                          | 0                              |
| 3.                             | 18.04.2015                     | Stadion Króla Baudouina I (A2), Bruksela      | Belgia                         | 23:53                          | 0                              |
| 4.                             | 9.05.2015                      | Arena Lublin, Lublin                          | Ukraina                        | 17:20                          | 0                              |
| 5.                             | 17.10.2015                     | Stadion Podilla, Chmielnicki                  | Ukraina                        | 14:30                          | 0                              |
| 6.                             | 30.04.2016                     | Nationaal Rugby Centrum, Amsterdam            | Holandia                       | 16:40                          | 5 (P)                          |
| 7.                             | 24.09.2016                     | Arena Lublin, Lublin                          | Ukraina                        | 22:0                           | 0                              |
| 8.                             | 18.02.2017                     | Complexo Desportivo Nacional do Jamor, Oeiras | Portugalia                     | 10:35                          | 0                              |
| 9.                             | 18.11.2017                     | Stadion GOŚ, Gdańsk                           | Mołdawia                       | 13:0                           | 0                              |
| 10.                            | 17.03.2018                     | Stade des Cherpines, Plan-les-Ouates          | Szwajcaria                     | 24:30                          | 0                              |
| 11.                            | 24.03.2018                     | Stadion Widzewa, Łódź                         | Portugalia                     | 25:27                          | 0                              |
| 12.                            | 16.02.2019                     | Complexo Municipal de Atletismo, Setúbal      | Portugalia                     | 5:65                           | 0                              |
| 13.                            | 23.11.2019                     | Stade Municipal, Yverdon-les-Bains            | Szwajcaria                     | 23:20                          | 0                              |
| 14.                            | 19.03.2022                     | Nelson Mandela Stadium, Bruksela              | Belgia                         | 11:41                          | 0                              |
| 15.                            | 18.02.2023                     | Narodowy Stadion Rugby, Gdynia                | Belgia                         | 21:15                          | 0                              |
| 16.                            | 11.03.2023                     | Nationaal Rugby Centrum, Amsterdam            | Belgia                         | 17:18                          | 0                              |

## Życie osobiste
Aleksander Nowicki jest synem zawodnika i działacza rugby Jarosława i starszym bratem Jędrzeja, także reprezentanta Polski w rugby union.
W czasie pobytu we Francji ukończył szkołę trenerską.